# Nezonycta
Nezonycta là một chi bướm đêm thuộc họ Noctuidae.